# 2016年1月伊斯坦布尔爆炸事件
| 國籍 | 死亡 | 受傷 | 總計 |
| 德国 | 12   | 6    | 18   |
| 秘魯 | 1    | 1    | 2    |
| 挪威 | 0    | 1    | 1    |
|      | 0    | 1    | 1    |
| 總計 | 13   | 9    | 22   |

2016年1月12日，土耳其伊斯坦布尔著名的苏丹艾哈迈德地区发生一起自杀式袭击，造成13人死亡，死者全部是外国人，另有14人受伤。袭击发生在当地时间10:20，靠近受游客欢迎的观光地蘇丹艾哈邁德清真寺。袭击者名叫纳比尔·法迪（阿拉伯語：نبيل فضلي），一名来自叙利亚的伊斯兰国成员。

## 背景
苏丹艾哈迈德广场上次遭受严重袭击是在2015年1月6日，一名自杀式袭击者在一个警察局引爆了她身上的炸弹。革命人民解放黨-陣線最初声明对袭击负责但后来又撤销了声明。据后来透露，袭击者名叫戴安娜·拉玛佐诺娃（俄語：Диана Рамазова），一名出生俄罗斯联邦达吉斯坦共和国穆斯林社区的18岁少女，后来在网上结识伊斯兰国的丈夫，袭击时怀有身孕。
2015年，土耳其遭受两起严重爆炸袭击。7月，33人死于伊斯兰国在土耳其与叙利亚边境城镇蘇魯奇制造的自杀式袭击。10月，两名自杀式袭击者在安卡拉火车站附近和平集会的人群引爆炸弹，造成超过100人死亡。这是土耳其死亡人数最多的一起袭击。检察官办公室称，这是伊斯兰国分支制造的。
2015年12月，土耳其拘留了两名疑似伊斯兰国武装分子，相信他们计划袭击在安卡拉市中心的新年庆祝活动，随即土耳其政府取消了安卡拉的新年庆祝活动。另外，1月11日逮捕了三名正在前往迪亚巴克尔，与伊斯兰国有关联的嫌疑人。

## 袭击
爆炸发生在当地时间上午10:20（08:20UTC），地点在公园地标图特摩斯三世方尖碑附近，自杀式袭击者走到苏丹艾哈迈德广场游客中引爆了他身上的炸弹。方尖碑距离蓝色清真寺大约25（82英尺），附近几个地区都听到了爆炸声。警察布置警戒线戒严了附近区域。爆炸后的图片在社交媒体上传播。
共有十三人死亡，其中十二人是来自德国的游客，另一人是秘鲁人。《卫报》报道“爆炸发生在位于圣索菲亚清真寺和苏丹艾哈迈德清真寺之间的德国人修建的喷泉旁。”据报道有九人受伤，其中六名德国人、一名挪威人、一名秘鲁人和一名韩国人。

## 行凶者
土耳其当局认定自杀式袭击者是1998年出生的叙利亚人纳比尔·法迪。据沙特阿拉伯内政部证实，法迪生于沙特阿拉伯，他和他的家人在他八岁时离开了沙特。法迪在叙利亚北部城市曼比季长大，这一地区曾在伊斯兰国控制下。法迪的家族是土耳其人。据报道，法迪是伊斯兰国的“一名普通士兵”，他的哥哥在几个月前在机场制造了一起自杀式爆炸袭击。
法迪在2016年1月5日入境土耳其，他以难民身份登记并且录取了指纹。他的名字没有引发安全警报。

## 反应
土耳其总理艾哈迈德·达武特奥卢首先表示行凶者是一名隶属于伊斯兰国的28岁叙利亚男子。他进一步说道该男子没在土耳其激进分子观察名单上，是最近才从叙利亚入境土耳其的。达武特奥卢也向德国总理安格拉·默克爾致电表示慰问。达武特奥卢立即与内政部长召开一个特别安全会议，“我们誓与（伊斯兰国）战斗，直到它不再‘仍然威胁着’土耳其和世界。土耳其不会在与达伊沙（即伊斯兰国）的战斗中退缩。这个恐怖组织的袭击者和与他们有关联的人都会被发现，他们将受到应有的惩罚。”
袭击发生后，土耳其政府的广播电视最高委员会禁止电视播放袭击画面（根据2011年的法律允许此类审查），并且得到了伊斯坦布尔法院的许可。

### 国际反应

#### 超国家
- 欧洲联盟：欧盟委员会主席让-克洛德·容克致信土耳其总统雷杰普·塔伊普·埃尔多安，向埃尔多安和土耳其人民表达他“最诚挚的哀悼”。[28]

#### 各国
- 德国：德国总理安格拉·默克尔对人员伤亡表示“严重关切”，她说“一个德国旅行团受到严重影响。”[11]德国外交部在其网站上提醒在伊斯坦布尔的德国游客勿前往人群密集区域和旅游景点，并进一步警告说，预计土耳其将还会发生暴力冲突和“恐怖袭击”。[11]
- 马来西亚：马来西亚政府强烈谴责此次袭击，并向土耳其政府和人民以及涉及的家庭和受害者表达了最深切的哀悼。[29]
- 巴基斯坦：外交部发表声明，谴责袭击。[30]巴基斯坦总统和总理表示，巴基斯坦人民和政府在此时与土耳其兄弟们坚定地站在一起。[31]
- 新加坡：总理李显龙和外交部长维文谴责袭击并表示与土耳其人民和政府站在一起。[32]
- 美国：国务院：“美国强烈谴责今天发生在土耳其伊斯坦布尔苏丹艾哈迈德广场的恐怖袭击。我们向遇难者家属表示最深切的哀悼，并祝愿伤者早日康复。美国重申对北约盟友、打击伊斯兰国重要成员土耳其共同打击恐怖主义威胁的坚定承诺。”[33]